# Gouverneur général de Saint-Vincent-et-les-Grenadines
Le gouverneur général de Saint-Vincent-et-les-Grenadines est le chef d'État de facto de Saint-Vincent-et-les-Grenadines. Il représente le chef d'État de jure, le monarque de Saint-Vincent-et-les-Grenadines.

## Liste des gouverneurs généraux de Saint-Vincent-et-les-Grenadines
- Sir Sydney Gun-Munro (27 octobre 1979–28 février 1985)
- Sir Joseph Eustace (28 février 1985–29 février 1988)
- Henry Harvey Williams (29 février 1988–20 septembre 1989) (intérim)
- Sir David Jack, (20 septembre 1989–1er juin 1996)
- Sir Charles Antrobus (1er juin 1996–3 juin 2002)
- Dame Monica Dacon (3 juin 2002–2 septembre 2002) (intérim)
- Sir Frederick Ballantyne (2 septembre 2002–1er août 2019)
- Dame Susan Dougan (1er août 2019–aujourd'hui)